# Distrikt Batrun
Der Distrikt Batrun (arabisch قضاء البترون, DMG Qaḍāʾ al-Batrūn) ist ein Verwaltungsbezirk im Gouvernement Nord der Republik Libanon und liegt südlich von Tripoli. Die Bezirkshauptstadt ist Batrun. Er wird im Norden durch den Madfoun-Fluss und im Süden durch den Jaouz-Fluss begrenzt.

## Gemeinden
- Aabdelli
- Aabrine
- Aalali
- Aaoura
- Aartiz
- Asia
- Batrun
- Basbina
- Bchaaleh
- Beit Chlala
- Beit Kassab
- Bijdarfil
- Boqsmaiya
- Chatine
- Chekka
- Chibtine
- Daael
- Dahr Abi Yaghi
- Darya
- Deir Billa
- Douma
- Douq
- Eddeh
- Ftahat
- Ghouma
- Hadtoun
- Hamat
- Harbouna
- Hardine
- Heri
- Hilta
- Ijdabra
- Jebla
- Jrabta
- Jran
- Kandoula
- Kfar Abida
- Kfar Chleymane
- Kfar Hatna
- Kfar Hay
- Kfar Hilda
- Kfar Shlaimane
- Kfifane
- Kfour El Arabi
- Koubba
- Kour
- Madfoun
- Mehmarch
- Mar Mama
- Masrah
- Mrah Chdid
- Mrah Ez Ziyat
- Nahla
- Niha, Batrun
- Ouajh El Hajar
- Ouata Houb
- Qandola
- Racha
- Rachana
- Rachkida
- Ram, Batrun
- Ras Nahhach
- Selaata
- Sghar
- Smar Jbeil
- Sourat
- Tannourine
- Thoum
- Toula
- Wata Hob
- Zane[1]